# Família Lely Juno

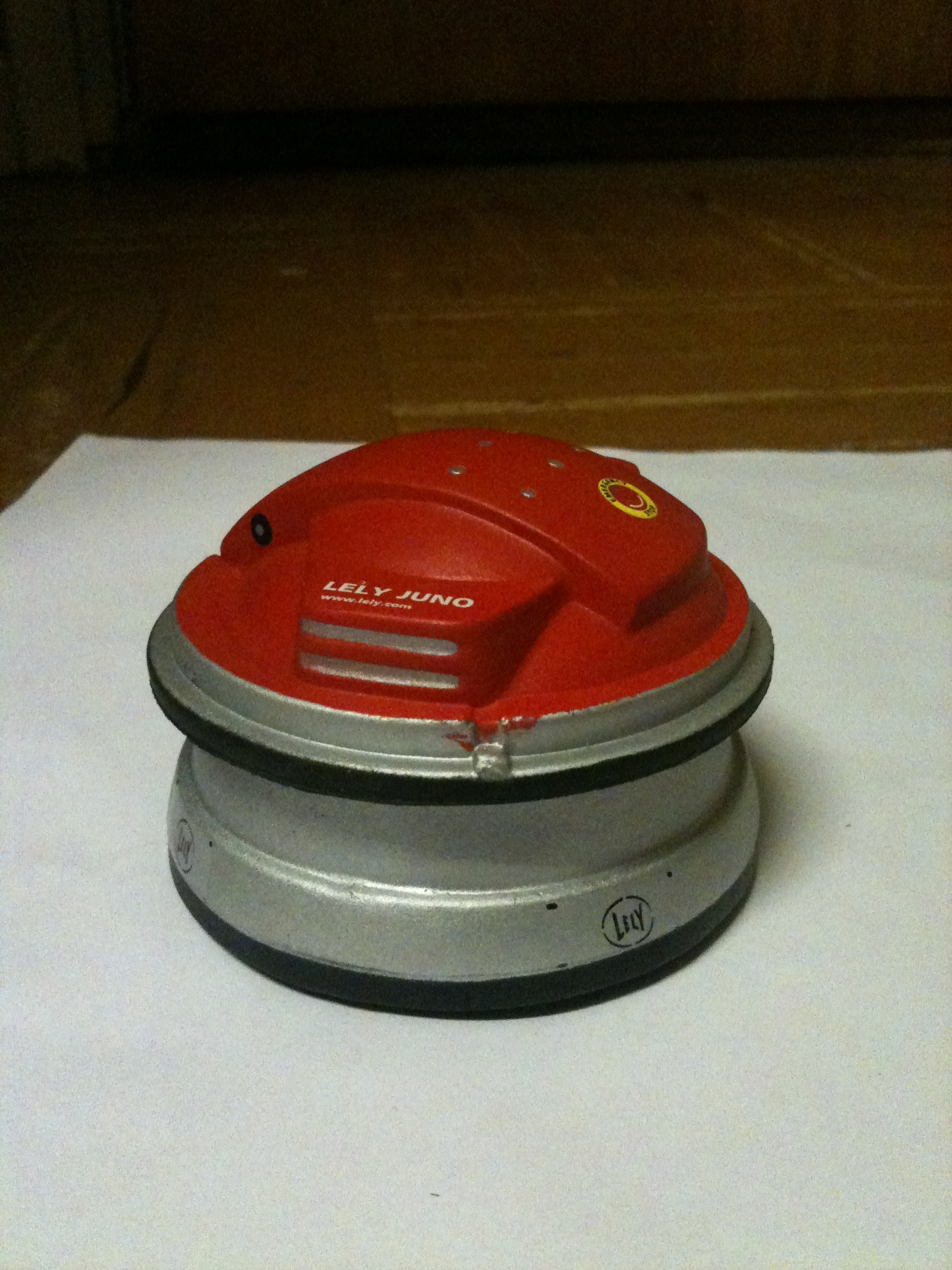
Um modelo de réplica Lely Juno 100 em escala reduzida.

A família Lely Juno é uma família de séries de robôs produzidos pela Excel Dairy Services, com sede na Holanda. A principal função e propósito dos robôs é fornecer mão de obra nas fazendas, como fornecer comida para vacas nas fazendas e ordenhá-las.   
Os robôs vêm em vários modelos, incluindo Juno 100 e Juno 150.